# ماتيلدا الثانية، كونتيسة نيفير
ماتيلدا الثانية، كونتيسة نيفير (بالفرنسية: Mathilde II de Bourbon)‏ (1262-35/1234) ومعروف أيضا بـ مود دي دامبيير أو ماتيلدا الثانية دي بوربون؛ بحيث كانت في القانون كونتيسة نيفير وأوكسار وتونير، وأيضا ليدى بوربون؛ هي الابنة الكبرى لـ أرشامبو التاسع، لورد بوربون ويولاند دي شاتيون.

## الزواج والأبناء
تزوجت من أودو من بورغندي الابن البكر ووريث هيو الرابع، دوق بورغندي؛ لم يصبح زوجها دوق بورغندي لأنه توفي قبل والده وبسبب عدم وجود وريث ذكر من نسله انتقلت الورثة شقيقه الأصغر الثاني روبرت الذي أصبح الدوق التالي بعد وفاة والدهما؛ وانجبت مود لـ أودو ثلاثة بنات:-
- يولاندا، كونتيسة نيفير (1247-1280)، تزوجت أولا من جان تريستان، أمير فرنسا وكونت فالوا (ابن لويس التاسع ملك فرنسا)؛ ثم من روبرت الثالث، كونت فلاندرز.[2]
- مارغريت، كونتيسة تونير (1250-1308)، الزوجة الثانية لـ كارلو الأول ملك نابولي.
- أديلايد، كونتيسة أوكسار (1251-1290).